# Georg Tidow

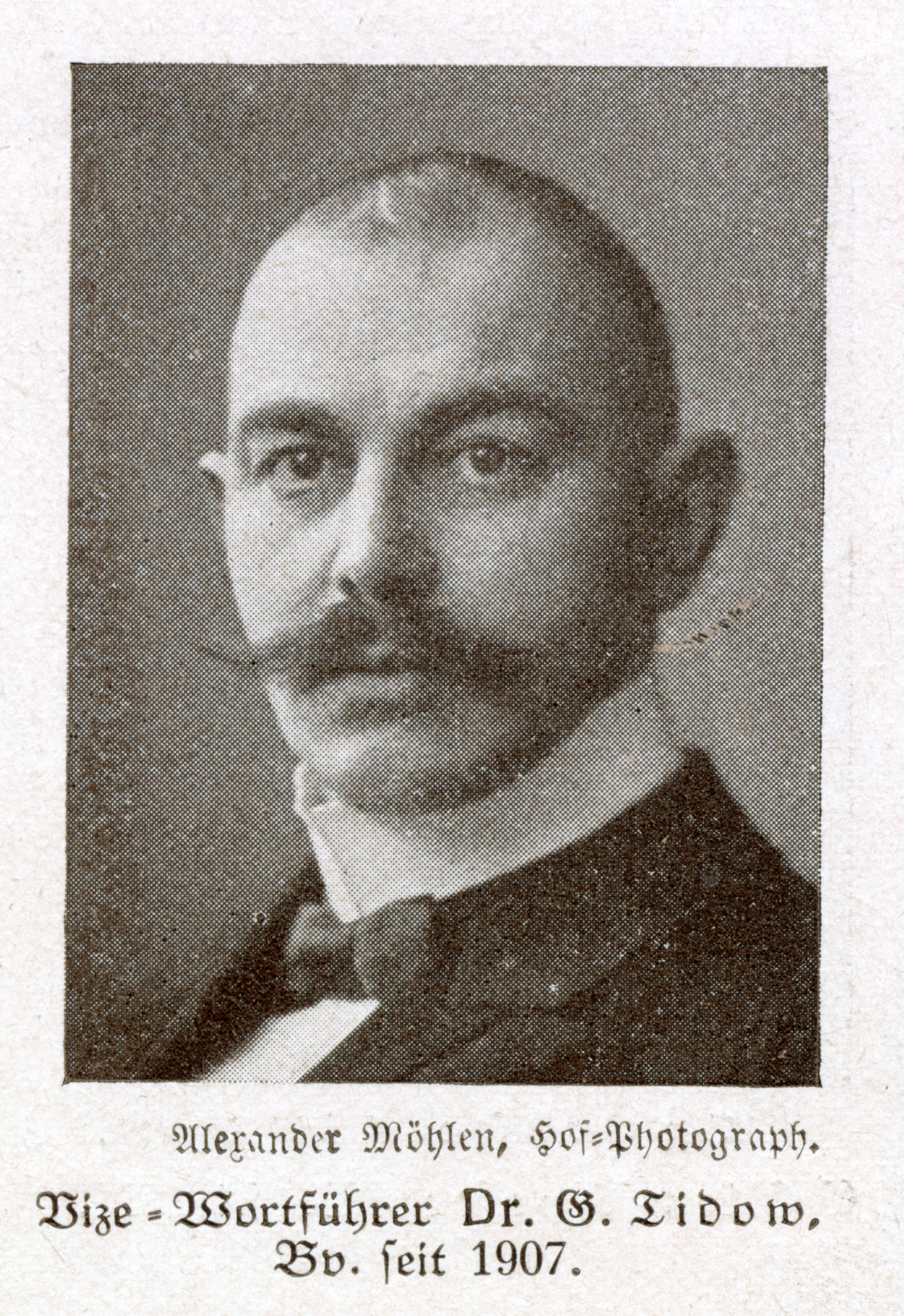
„Vize-Wortführer Dr. G. Tidow“, Foto Alexander Möhlen, um 1913

Georg Tidow (geboren 23. Februar 1870 in Hannover; gestorben 10. Januar 1937 ebenda) war ein deutscher Rechtsanwalt, Justizrat, Kommunalpolitiker und Abgeordneter des Hannoverschen Provinziallandtages.

## Leben
Tidow war Sohn des in Hannover tätigen Fabrikanten Konrad Tidow (1842–1923). Seine Mutter war Elisabeth, geb. Heerwagen. Der evangelisch getaufte Georg besuchte das Elisabet-Gymnasium in Breslau. Sein anschließendes Studium der Jurisprudenz schloss er – als Referendar in Hannover – an der Juristischen Fakultät der Georg-August-Universität 1895 in Göttingen mit seiner Dissertation Dereliktion und Verzichtsvertrag bei dinglichen Rechten mit dem Titel als Dr. jur. Anschließend ließ er sich in seiner Heimatstadt nieder, wo er Ende des Folgejahres 1897 als Rechtsanwalt beim Landgericht Hannover zugelassen wurde.
Er heiratete am 17. Mai in Hildesheim Anna Laaß (* 1876) und hatte mit ihr vier Söhne und zwei Töchter, die alle zwischen 1901 und 1906 geboren wurden.
Ab 1907 wirkte Tidow kommunalpolitisch im hannoverschen Bürgervorsteherkollegium, ab 1911 zudem als Abgeordneter für den Wahlbezirk Hannover im Provinziallandtag der Provinz Hannover. Spätestens im Jahr der Einweihung des Neuen Rathauses 1913 hatte Tidow zudem das Amt des Vize-Wortführers inne als Stellvertreter von Ernst Wegener.
Zu Beginn der Weimarer Republik trat „der Rechtsanwalt und Justizrat [...] als Bürgervorsteher-Wortführer 1919 zurück“, etwa zeitgleich trat der hannoversche Oberbürgermeister Robert Leinert zum 1. September 1919 die Nachfolge Tidows als Abgeordneter im 53. Provinziallandtag der Provinz Hannover an. Robert Tidow blieb jedoch bis 1929 weiterhin Mitglied der Hannoverschen Stadtverordnetenversammlung.

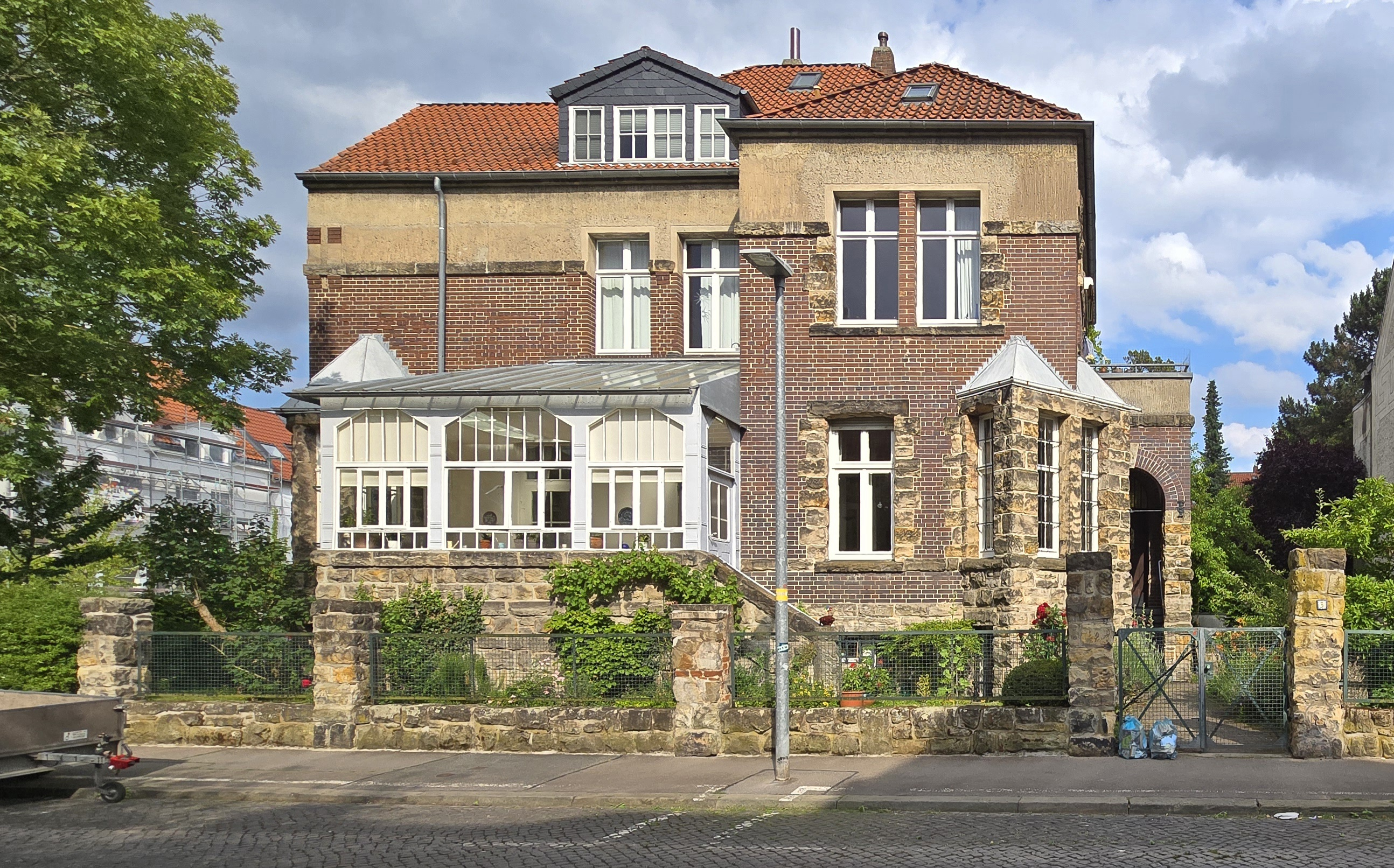
Tidows Villa Hegelstraße 3 in Kleefeld

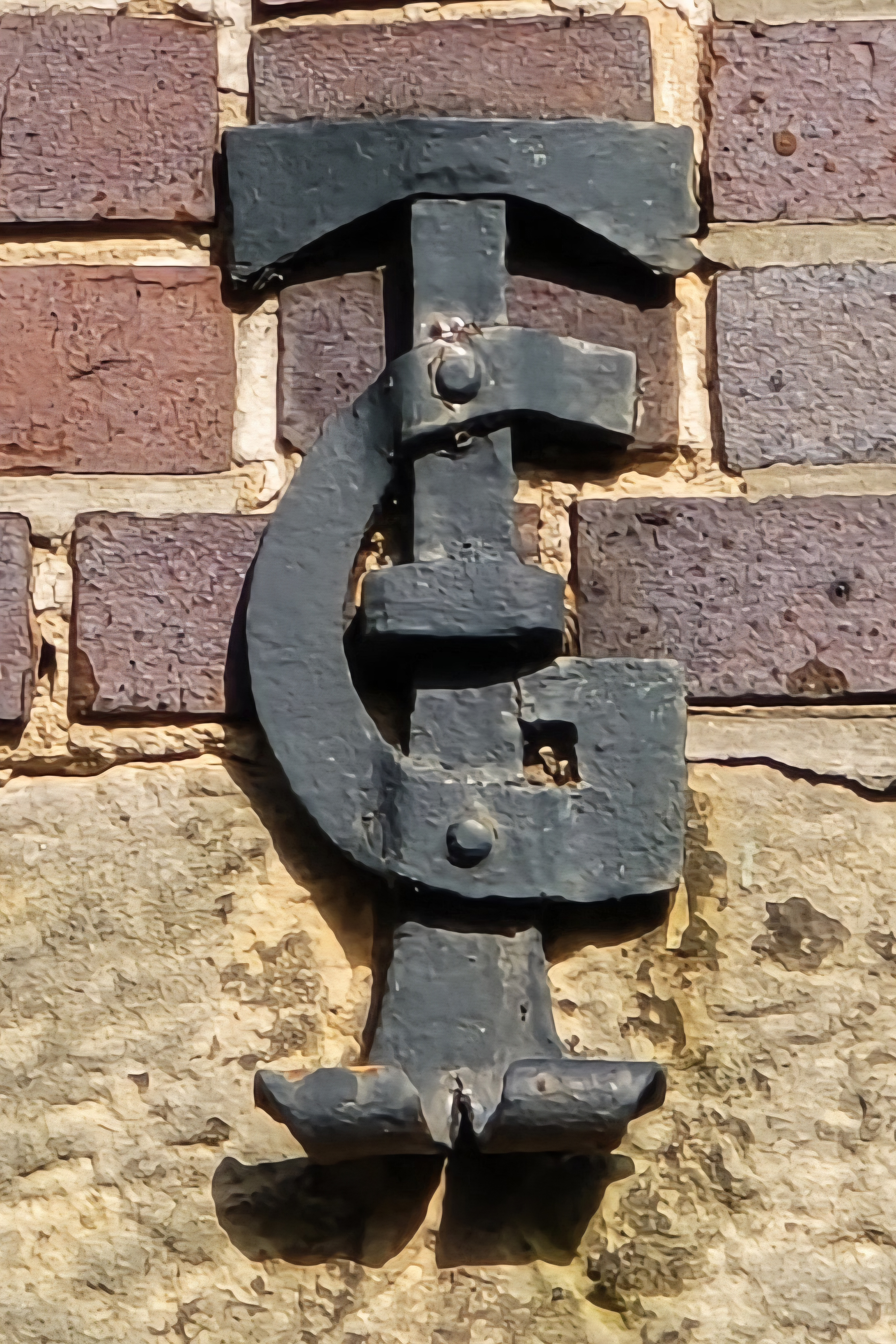
Schmiedeeisern verschlungene Initialen GT am Hauseingang Hegelstraße 3

In seinem Todesjahr 1937 wohnte der Rechtsanwalt und Notar, der seine Kanzlei im Haus Schillerstraße 33 unterhielt, in der Hegelstraße 3 in Hannover-Kleefeld.

## Schriften
- Dereliktion und Verzichtsvertrag bei dinglichen Rechten, Inaugural-Dissertation an der Juristischen Fakultät der Georg-Augusts-Universität zu Göttingen, Göttingen: Druck der Dieterich'schen Universitäts-Buchdruckerei (W. Fr. Kaestner); Google-Books

## Archivalien
Archivalien von und über Georg Tidow finden sich beispielsweise
- im Stadtarchiv Hannover[5]